# Basthorst
Basthorst er en kommune i det nordlige Tyskland, beliggende i Amt Schwarzenbek-Land i den sydvestlige del af Kreis Herzogtum Lauenburg. Kreis Hezogtum Lauenburg ligger i delstaten Slesvig-Holsten.

## Geografi
Kommunen ligger 10 km nord for Schwarzenbek, omkring 28 km øst for Hamburg, 22 km nord for Lauenburg, 13 kilometer sydvest for Mölln. Motorvejen A24, der går mellem Hamburg og Berlin, krydser den sydlige del af kommunen.